# Húrinovy děti
Húrinovy děti (v originále The Children of Húrin) je román J. R. R. Tolkiena, odehrávající se ve fantasy světě Středozemi. Příběh Húrinových dětí se odehrává přibližně 6 500 let před dějem nejslavnějšího Tolkienova románu Pána prstenů. Ve zkrácené a poněkud odlišné verzi se příběh objevil už ve starších Tolkienových knihách (připravených k vydání jeho synem Christopherem) Silmarillion a Nedokončené příběhy. Rovněž Húrinovy děti připravil k vydání Christopher Tolkien a poprvé byly publikovány v r. 2007, česky rovněž 2007.

## Příběh
Húrinovy děti jsou velkolepým příběhem o statečném válečníku Túrinu Turambarovi, tragickém hrdinovi, který byl za skutky svého otce proklet Temným pánem Morgothem. Děj se odehrává na severu Beleriandu. Celý život ho pronásleduje kletba, před kterou se snaží skrýt, ale pokaždé ho dostihne. Nejsmutnější a nejtemnější příběh z Tolkienových příběhů.
Přesto je také hrdinou, mezi jeho největší činy patří usmrcení Glaurunga, otce draků.

## Pozadí vzniku příběhu
Příběh Húrinových dětí je jedním z nejstarších příběhů, až po Silmarilionu který začal Tolkien o Středozemi vytvářet – dávno před tím, než tušil, že do stejného světa jednou zasadí hobity a svůj největší příběh, Pána prstenů. Tolkien vytvořil mytický svět se svými „velkými dějinami“, které jsou vyprávěny v Silmarillionu, do nějž zasadil několik příběhů, které mohou stát víceméně samostatně. Vedle příběhu o dětech nezlomného hrdiny Húrina je to romantický epos o smrtelném člověku Berenovi, který se zamiluje do elfí dívky Lúthien, a vyprávění o zkáze skrytého města Gondolinu. Tyto tři příběhy začal Tolkien vytvářet někdy v letech I. světové války a ač se k nim po celý život vracel, aby je přepracoval, ani jeden z nich se mu nepodařilo dovést do finální podoby. Od Húrinových dětí existuje několik protichůdných verzí, mimo jiné i rozsáhlá aliterační báseň. Příběh dotvořil pouze ve zkrácené podobě, v níž byl publikován v Silmarillionu (1977, česky 1992). Delší verze se objevuje v Nedokončených příbězích (1980, česky 1994), vyprávění je však útržkovité, přibližně na třech místech je příběh zcela přerušen. Dalším zkoumáním otcovy pozůstalosti se však Christopheru Tolkienovi podařilo sestavit jeden ucelený příběh.
V sindarštině se příběh nazývá Narn i Chîn Húrin (původně uvedeno jako Narn i Hîn Húrin).